# Aire urbaine d'Albertville
L'aire urbaine d'Albertville est une aire urbaine française centrée sur l'unité urbaine d'Albertville. Composée de 22 communes savoyardes, elle comptait 41 143 habitants en 2013.

## Caractéristiques en 1999
D'après la définition qu'en donne l'INSEE, l'aire urbaine d'Albertville est composée de 21 communes, situées dans la Savoie. Ses 35 431 habitants font d'elle la 179e aire urbaine de France.
14 communes de l'aire urbaine sont des pôles urbains.
Le tableau suivant détaille la répartition de l'aire urbaine sur le département (les pourcentages s'entendent en proportion du département) :
| Département | Communes | Communes (%) | Superficie (km²) | Superficie (%) | Population (1999) | Population (%) |
| ----------- | -------- | ------------ | ---------------- | -------------- | ----------------- | -------------- |
| Savoie      | 21       | 6,9          | 222,41           | 3,7            | 35 431            | 9,5            |